# بیرگیت اسکارشتین
بیرگیت اسکارشتین (انگلیسی: Birgit Skarstein؛ زادهٔ  ورزشکار روئینگ اهل نروژ است.
وی در مسابقات کشوری و بین‌المللی در مجموع برندهٔ ۴ مدال طلا، ۱ مدال نقره، ۱ مدال برنز شده‌است.